# Powiat Medzilaborce
Powiat Medzilaborce (słow. okres Medzilaborce) – słowacka jednostka podziału administracyjnego znajdująca się na obszarze historycznego regionu Zemplín w kraju preszowskim. Od północy graniczy z polskim powiatem sanockim. Powiat Medzilaborce zamieszkiwany jest przez 12 133 obywateli (w roku 2015), zajmuje obszar 427 km². Średnia gęstość zaludnienia wynosi 28,4 osoby na jeden km² – jest to najmniejsza gęstość zaludnienia ze wszystkich słowackich powiatów.